# Delaporte (groupe)
Pour les articles homonymes, voir Delaporte.
Delaporte est un groupe espagnol d'electropop, originaire de Madrid. Il est formé par la chanteuse Sandra Delaporte, et le producteur et claviériste Sergio Salvi.

## Histoire
Sandra Delaporte et Sergio Salvi se rencontrent en 2015 lors de bœufs de musique noire, soul et jazz à Madrid, par l'intermédiaire d'un ami commun. Sandra, de son vrai nom Alejandra de la Portilla, commence sa formation musicale dès son plus jeune âge, en jouant du piano et en développant plus tard ses compétences vocales. Sergio est lui aussi issu d'un milieu musical, ayant exploré le jazz avant de se tourner vers la musique électronique.
Ils utilisent d'abord YouTube comme moyen de partager leur musique. Leur premier EP, One, sort en 2017 et contient des morceaux en anglais et en espagnol. L'année suivante, ils sortent Uno, avec plus de morceaux de ce premier EP interprétés en espagnol et avec des rythmes latinos. En 2019, ils sortent leur premier album studio Como anoche, suivi en 2020 par l'album Las Montañas,,. En 2021, ils sortent Titanas, un album qui comprend des versions acoustiques de leurs morceaux électroniques de Las Montañas, avec la participation de femmes de l'industrie musicale comme Amaral, Ximena Sariñana, Dora Postigo, Rigoberta Bandini, Ginebras, Anaju et Rozalén.
En 2021, Delaporte sort l'album Abril, composé de sept chansons, dont Desnudarnos otra vez, Narciso et Droga dura, qui se distinguent par leur revendication de la figure féminine dans l'industrie. En 2024, ils sortent l'album Aquí y ahora, ainsi qu'une tournée dans une grande partie de l'Espagne et dans certains pays d'Amérique latine entre festivals et concerts.

## Style et influences
Delaporte est connu pour son style qui combine la musique électronique et la pop. Leurs concerts sont énergiques et ont été décrits comme une « explosion d'énergie » par divers sites web musicaux. Ils commencent par faire des reprises d'artistes tels que J.J. Cale, Talking Heads et Nina Simone, jusqu'à ce qu'ils soient prêts à présenter leurs propres morceaux.

## Discographie

### Albums studio
- 2019 : Como anoche
- 2020 : Las Montañas
- 2021 : Titanas
- 2021 : Abril
- 2024 : Aquí y Ahora
- 2025 : Déjate Caer

### EP
- 2017 : One (2017)
- 2018 : Uno (2018)

### Singles notables
- 2018 : Un jardín
- 2019 : Las Montañas